# Robert Kerrich
Robert J. Kerrich (* 15. Dezember 1948 in England; † 17. April 2013 in Sooke, British Columbia) war ein britisch-kanadischer Geochemiker.
Kerrich studierte Geologie an der University of Birmingham mit dem Bachelor-Abschluss 1971 und am Imperial College London mit dem Master-Abschluss 1972 und der Promotion 1975. Als Post-Doktorand war er bis 1977 an der University of Western Ontario und blieb dort als Mitglied der Fakultät. 1987 wurde er Professor an der University of Saskatchewan, an der er George L. McLeon Professor für Geologie war. 1996 erhielt er einen D.Sc. der University of Saskatchewan.
Kerrich war Gastprofessor an der Australian National University und der University of Western Australia.
Kerrich entwickelte ein heute als Standard geltendes Modell der hydrothermalen Entstehung von Goldlagerstätten. Er identifizierte außerdem einen Zeitabstand, der viele Millionen Jahre betragen kann, zwischen Goldentstehung und der Entstehung der Goldlagerstätten und konnte dies teilweise mit Superkontinentzyklen in Verbindung bringen. Außerdem erforschte er die Bildung der frühen Erdkruste zum Beispiel durch Isotopenanalyse von rund 3 Milliarden Jahre alten Basalten aus der kanadischen Superior-Provinz. Dabei untersuchte er insbesondere die Rolle von Flüssigkeiten in der Krustenbildung. Er konnte nachweisen, dass bei der Bildung der frühen ozeanischen und kontinentalen Kruste eine Durchmischung bis in 3000 km Tiefe stattfand.
Er wurde 1992 Fellow der Royal Society of Canada (als bis dahin jüngstes Mitglied) und er erhielt deren Willett G. Miller Medal (1999). Außerdem erhielt er  1988 die W. H. Gross Medal der Geological Association of Canada und die Duncan Derry Medal von deren Sektion Minerallagerstätten und war Steacie Fellow. 2000 erhielt er den Distinguished Researcher Award der University of Saskatchewan. 2003 und 2004 war er Killam Research Fellow. 2011 erhielt er die Penrose-Goldmedaille.